# Kurt Noack (Musiker)
Kurt Noack (* 13. Februar 1893 in Stettin; † 1. Januar 1945 in Berlin) war ein deutscher Komponist und Kapellmeister.

## Werdegang
Noack wurde am 13. Februar 1893 in Stettin, damals Hauptstadt der Provinz Pommern, geboren. Nach dem Schulbesuch begann er ein Musikstudium, das er als Kapellmeister abschloss. Lange Jahre leitete er die Hauskapelle im Hotel Preußenhof in Stettin. Später lebte und arbeitete er in Berlin.
Als Komponist verlegte er sich auf die Unterhaltungsmusik; besonderen Schwerpunkt bildeten dabei Salon- und Charakterstücke.
Seine bekannteste Komposition ist wohl das Charakterstück “Heinzelmännchens Wachtparade” op. 5 D-Dur, dessen Originalfassung für Klavier zu zwei Händen 1912 in Stettin im Baltischen Verlag (Wilhelm Hofmeister) erschienen ist.
Auf der Darstellung eines unbekannten Grafikers, welche das Titelblatt der Originalausgabe für Klavier zu zwei Händen ziert, schreiten drei weißbärtige Zwerge in grünem Gewand und roter Mütze vor einem wolkigen blauen Himmel entlang eines von sieben Fliegenpilzen gesäumten Weges von links nach rechts. In der linken Hand halten sie je ein recht unförmig aussehendes, von ihrem Körper weitgehend verdecktes Gewehr und heben beim Voranschreiten gerade das rechte Bein.
Schon zur Zeit des Erscheinens wurde das Stück von prominenten Salon-Orchestern wie Dajos Béla, Ferdy Kauffman oder Géza Komor auf Grammophonplatte aufgenommen. Nicht nur dadurch wurde es auch im Ausland verbreitet und bald äußerst populär.
Dass die zeitgenössische Musikpublizistik Noacks Komposition „Heinzelmännchens Wachtparade“. eher abwertend als „trivial“ und „seicht“ beurteilte, hat ihrer Popularität in keiner Weise geschadet. Sie wird noch immer gern gespielt; bis heute sind davon zahlreiche Bearbeitungen für verschiedene Instrumente  und Besetzungen erhältlich.
Noack war auch als Bearbeiter tätig u. a. arrangierte er den Marsch „In Treue fest“ des Militärmusikers Carl Teike, dessen Marschkomposition „Alte Kameraden“ bis heute bekannt ist, für Salonorchester. Noacks Bearbeitung wurde 1925 bei Friedrich Mörike in Stettin verlegt. Dort erschien 1933 auch Noacks Charakterstück „Goldelfchens Hochzeitstag“ op. 40 für Piano.
Noacks Sohn Heinz wurde am 31. Mai 1936 in Berlin geboren. Wie sein Vater wurde er ebenfalls Musiker; später arbeitete er als Künstlervermittler.
Kurt Noack starb am 1. Januar 1945 im Alter von 51 Jahren in Berlin.

## Werke (Auswahl)
Der Musikkatalog der DNB verzeichnet zu Kurt Noack 34 Einträge (davon allein 30 für seinen hit “Heinzelmännchens Wachtparade”):
- Heinzelmännchens Wachtparade, op. 5 : Charakterstück
- Aufzug der Clowns, op. 39 : Intermezzo characteristique
- Goldelfchens Hochzeitstag, op. 40 : Charakterstück

WorldCat.org führt weiter auf:
- Heinzelmännchens Wachtparade : Kurt Noack, f. Zither I, bearbeitet von P. Renk. Verlag: Mainz : B. Schott's Söhne, [19--]
- Mondnacht. Intermezzo, op. 13 / Kurt Noack. Verlag: Friedrich Mörike Nachf. Stettin, cop. 1925.
- Marionetten um Mitternacht. Tanz-Intermezzo [op. 54] = Marionettes à minuit / Kurt Noack. Verlag: Mainz u. a. : Schott u. a., 1935 (= Serie Domesticum, Nr. 392)
- Alte Kameraden : Marsch / C. Teike ; arr.: Kurt Noack. Voor harmonieorkest - Partijen voor: 2 violen, cello, bas, fluit, klarinet, 2 hobo's, trompet, 2 trombone's, harmonium, slagwerk. Stettin : Mörike, [approximately 1920]
- Marionetten-Parade, op. 7 : Charakterstück
- Ingeborg. Valse scandinave op. 10

Bearbeitungen:
- In Treue fest! Marsch. Ausgabe für Salonorchster. Arrangement: Kurt Noack. Stettin: Friedrich Mörike Nachf. [1925]
- Schloß am See. Walzerlied. Worte und Musik: Willy Kaiser-Eric. Arr.: Kurt Noack. Ausgabe für Salonorchester. Berlin: Imperator Musik-Verlag 1936.

## Tondokumente
Heinzelmännchens Wachtparade : Charakterstück / Kurt Noack. Künstler-Orchester Dajos Béla.
Odeon AA 79832 / O-7128 (Matr. xxBo 7628-II), Format 30 cm
Heinzelmännchens Wachtparade : Charakterstück / Kurt Noack.
Take Banescu mit seinem Künstler-Orchester. Homocord B 172 (Matr. M 16 799), im wax: A 4 3 27
Heinzelmännchens Wachtparade : Charakterstück / Kurt Noack.
Salon-Orchester Géza Komor vom Hotel »Excelsior« Berlin. Tri-Ergon T.E. 5083 (Matr. 0926), Berlin-Marienfelde, ca. Ende 1927
Heinzelmännchens Wachtparade / Kurt Noack. Ferdy Kauffman und sein Orchester. Electrola E.H. 45 / 4-040542 (Matr. Cw 760-I), Format 30 cm
Marionetten-Parade. Charakterstück (K. Noack) Künstlerorchester Gregor von Akimoff, Stuttgart. Vox 8537 (Matr. 1935 BB) - 1928
Guldalfens Bryllupsdag ; Klovnenes Optog : Karakteristisk-Intermezzo [= Goldelfchens Hochzeitstag, Aufzug der Clowns : Charakteristisches Intermezzo] (Kurt Noack) ; Xylophon-Kunstner-Orkester. Odeon, Forlagsnummer: R. 160918

## Audio-CDs
- Glockenspielkonzert vom Turm der Marktkirche Wiesbaden  von H. U. Hielscher. Wergo 1996, enthält u. a. Heinzelmännchens Wachtparade.[19]
- Rendezvous im Kaffeehaus. Bremer Kaffeehaus-Orchester. Sony Music 2000, enthält u. a. Heinzelmännchens Wachtparade.[20]

### Hörbeispiele
- youtube.com In Treue fest. Marsch. Dragspelsduett med Malmqvist och Lindqvist på Beka no. 31 343, inspelad i Berlin 10-11 Juni 1920.
- youtube.com In Treue fest. Marsch. “Polyphon” Orkester København på Nordisk Polyphon S 40 050, inspelad 1920.
- youtube.com Heinzelmännchens Wachtparade, Charakterstück (Kurt Noack op. 5)  Salon-Orchester Dajos Béla, Odeon O-2101 a (Be 5627), aufgen. 1927
- youtube.com  Nissernes Vagtparade (Heinzelmännchens Wachtparade) (Kurt Noach - Schrayh - Holck). Jens Warny og hans Orkester. With Danish refrain. His Masters Voice X 3760. København, Copenhagen, Denmark ca. 1930.
- youtube.com Heinzelmännchens Wachtparade, Charakterstück (Kurt Noack op. 5) Michael Lanner mit s. Solisten. Polydor 48 526-A, 1950er Jahre
- youtube.com Heinzelmännchens Wachtparade, als Akkordeon-Solo
- youtube.com Heinzelmännchens Wachtparade, gespielt von einer “Ruth 38” Concert-Orgel im Besitz von Heinz Ricke aus Bassum, Diepholz.